# Tammy Abraham
Kevin Oghenetega Tamaraebi Bakumo-Abraham, mer känd som Tammy Abraham, född 2 oktober 1997 i Camberwell, är en engelsk fotbollsspelare som spelar för AC Milan, på lån från Roma.

## Klubbkarriär
Den 4 juli 2017 förlängde Abraham sitt kontrakt i Chelsea med fem år. Samma dag lånades han ut till Swansea City på ett låneavtal över säsongen 2017/2018. Den 31 augusti 2018 lånades Abraham ut till Aston Villa på ett låneavtal över säsongen 2018/2019.
Den 17 augusti 2021 värvades Abraham av italienska Roma, där han skrev på ett femårskontrakt. Den 30 augusti 2024 lånades Abraham ut till AC Milan på ett säsongslån.

## Landslagskarriär
Abraham debuterade för Englands landslag den 10 november 2017 i en 0–0-match mot Tyskland.